# أوتو صبا
أوتو صبا (بالبوكمول: Isak Saba) هو شاعر وسياسي نرويجي، ولد في 15 نوفمبر 1875 في نيسبي في النرويج، وتوفي في 1 يونيو 1921 في فاردو في النرويج. حزبياً، نشط في حزب العمال. وقد انتخب عضو برلمان النرويج ‏.